# 林棨

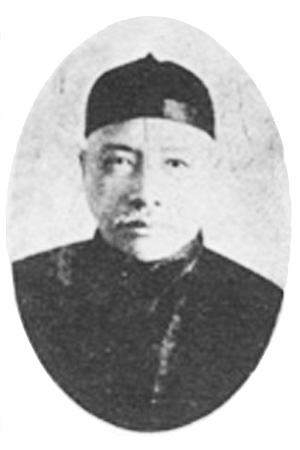

林棨（1885年—？），字少旭，福州闽侯人。中国法学家、律师。中华民国及满洲国政治人物。

## 生平
他早年毕业于日本早稻田大学政治经济科。回国后，他历任进士馆及仕学馆教习、教务提调、学部参事、京师法政专门学校教务长、宪政编查馆统计局科员。宣统元年正月（1909年）至民国元年（1912年）4月，他任京师大学堂法政科监督。
1912年，他任教育部专门教育司司长。1913年后，他历任大理院推事，京师、江苏及湖北等处高等审判厅厅长、司法部司法讲习学评议员。1931年，他作为文绣诉溥仪离婚案中溥仪的代理律师之一（另一位是林廷琛），同文绣的代理律师张绍曾、张士骏、李洪岳寻求庭外和解，于1931年10月22日达成离婚协议。
满洲国成立后，林棨历任满洲国执政府秘书处秘书官，不久任满洲国最高法院院长，任至1939年12月18日。

## 著作
- 林棨，国际公法精义，闽学会，1904年
- 菊池学而，宪政论，林棨 译，上海：商务印书馆，1903年